# Hsp10
Hsp10  es una proteína chaperona que tiene función como proteína de choque térmico, y como tal, previene el daño a las proteínas en respuesta a altos niveles de calor. Se presenta en la mayoría de bacterias, así como en mitocondrias y cloroplastos.
También se le llama proteína de choque térmico de 10 kDa, chaperonina 10 ( cpn10 ) o factor de embarazo temprano ( EPF ). Es una proteína que en los humanos está codificada por el gen HSPE1. El homólogo en Escherichia coli es GroES, que es una chaperonina que generalmente funciona en conjunto con GroEL .

## GroES
GroES es una proteína chaperona molecular Hsp10 de E. coli de 10 kDa que sirve de cubierta o tapa en los dos extremos del complejo cilíndrico GroEL. GroES junto con GroEL forman parte del complejo molecular llamado GroEL/GroES.